# Milton Brown
Milton Brown (Stephenville, 8 september 1903-Crystal Springs, 18 april 1936) was een Amerikaanse leadzanger en een van de grondleggers van de western swing. Zijn muziek vermengde jazz, country en pop.

## Biografie

### Het begin
Brown woonde vanaf 1918 in Fort Worth, waar hij naar school ging. Daarna verkocht hij sigaretten, tot de crisis toesloeg. In 1930 begon zijn muziekcarrière na een toevallig optreden met de groep van Bob Wills waarin hij St.Louis Blues zong, Wills nodigde Milton en diens broer Durwood uit bij de band te komen. De Wills Fiddle Band speelde op medicine shows en kreeg een kleine radio-show, waar ze optraden onder de naam Aladdin Laddies, naar de showsponsor Aladdin Lamp Co.. In 1931 kon de groep elke dag optreden op een andere zender. Deze optredens onder de naam Light Crust Doughboys waren succesvol door de vele stijlen waarin ze speelden, zoals hillbilly, jazz en blues. In februari 1932 nam de band onder de naam Fort Worth Doughboys voor RCA een plaat op.

### Musical Brownies
In datzelfde jaar, 1932, verliet Brown de groep en richtte er zelf een op: de Musical Brownies, onder meer met zijn broer. Door de bezetting was het de eerste echte swing-band, met een contrabas, piano, tenor-banjo en twee violen. In 1934 kwam daar gitarist Bob Dunn bij, die voor innovatie zorgde met zijn elektrisch versterkte steelgitaar.
De groep had succes, met optredens op een radiostation en in volle zalen in Texas. In 1934 namen de Brownies op voor Bluebird Records en in 1935 kreeg de band een contract bij Decca Records, waarvoor ze daarna 36 songs opnamen. De uitgekomen platen zorgden ervoor dat de Brownies de beroemdste en meestgevraagde swingband van Texas werd. Bij volgende plaatopnames werd de band versterkt door Cliff Bruner.
In april 1936 kreeg Milton Brown een auto-ongeluk. Hij overleed vijf dagen later aan een longontsteking. Zijn broer nam de leiding van de band over, twee jaar lang, en nam voor Decca nog veertien songs op.

## Discografie (selectie)
- Country & Western Dance-O-Rama (Decca-opnames), Mutual Music Corporation
- Milton Brown and His Musical brownies, the Complete Recordings of the Father of Western Swing 1932-1937 (5 cd's), Origin Jazz Library